# Ida Carey
Ida Harriet Carey (* 3. Oktober 1891 in Taonui, nahe Feilding, Manawatū-Whanganui Neuseeland; † 23. August 1982 in Trevellyn, Hamilton, Neuseeland) war eine neuseeländische Malerin und Kunstlehrerin.

## Frühes Leben
Ida Harriet Carey wurde am 3. Oktober 1891 als Tochter der Eheleute Elizabeth Keeble und dem Farmer Richard Octavius Egerton Carey in Taonui geboren. Obwohl Ida schon im Kindesalter malte, erhielt sie ihre formale Ausbildung in Musik. Welche Schulen sie besuchte ist nicht überliefert. Um das Jahr 1910 zog die Familie in die kleine Siedlung Tuhikaramea, südwestlich von Hamilton gelegen.

## Karriere als Malerin
Ida zog dann während des Ersten Weltkriegs zunächst nach Te Aroha und lebte anschließend ab 1921 in Matamata, beide in der Region Waikato. Das Jahr 1921 war es dann auch, in dem sie ernsthaft mit dem Malen begann. Horace Moore-Jones (1868–1922) hatte ihre Arbeiten gesehen und empfahl ihr nach Sydney zu gehen und Unterricht bei John Samuel Watkins Unterricht zu nehmen. Sie nahm seinen Rat an und reiste in den 1920er und 1930er Jahren mehrere Male nach Sydney.
1924 wurde sie Mitglied in der Royal Art Society of New South Wales und konnte ihre Werke regelmäßig in deren Ausstellungen zeigen. Auch in Neuseeland eilte ihr neu gewonnener Ruf ihr voraus, denn 1926 beauftragte der Bischof von Hamilton, C. A. Cherrington, sie ein Triptychon in Öl für den Altar seiner Privatkapelle in der St. Peter’s Cathedral zu malen und 1928 konnte sie erstmals ihre Werke in einer Ausstellung der New Zealand Academy of Fine Arts zeigen. 1929 schrieb dann das australische Magazin The Bulletin in einer Besprechung einer Ausstellung in Australien:

“her ‘fresh and vivid’ portraiture caused the viewer ‘to take a sharp intake of breath’”

„ihre „frischen und lebendigen“ Porträts ließen den Betrachter „scharf einatmen““

und 1932 wurden mehrere ihrer Gemälde in der Jahresausstellung der Canterbury Society of Arts in Christchurch gezeigt. Ein Gemälde von Ida, das sie den Namen „Study“ gab, schaffte es 1937 bis in die Royal British Colonial Exhibition in London. Im folgenden Jahr ging Ida wieder nach Sydney, um bei dem italienischen Maler Antonio Dattilo Rubbo Unterricht zu nehmen. Sie blieb sechs Monate.

## Waikato Society of Arts
Im August 1934 beriefen Ida und die zu der Zeit in Hamilton ansässige Malerin und Fotografin Adele Younghusband in Hamilton eine öffentliche Versammlung mit dem Ziel ein, die Waikato Society of Arts zu gründen. Sie wollten damit Künstler in der Region fördern und in regelmäßige Ausstellungen lokale und nationale Werke vorzustellen. Ida war von 1945 bis 1948 und dann noch einmal von 1952 bis 1954 Präsidentin der Gesellschaft. 1964 wurde sie für ihre Verdienste für die Gesellschaft zum Mitglied auf Lebenszeit ernannt. Ida stellte nicht nur regelmäßig ihre Bilder in Ausstellungen der Gesellschaft aus, sondern unterrichtete auch andere Mitglieder in der Malerei.

## Arbeit als Lehrerin für Malerei
Ida finanzierte ihre Malerei und ihre Reisen nach Sydney durch eine Reihe von befristeten oder Teilzeitstellen als Kunstlehrerin. 1930 begann sie damit eine Vertretungsstelle als Kunstdozentin am Auckland Training College zu übernehmen. Ab Mitte der 1930er Jahre arbeitete sie an mehreren weiterführenden Schulen in Hamilton, worunter sich auch die Hamilton High School befand. An dieser fand sie später in den Jahren 1945 bis 1949 sogar eine Festanstellung. Nebenbei und nach ihrem Ausscheiden aus dem Schuldienst gab sie noch Unterricht für Privatschüler.

## Weitere Arbeit als Malerin
In den 1950er Jahren reiste Ida zweimal nach Großbritannien und Europa, besuchte wichtige Galerien und malte. Ihre interessantesten Werke aus dieser Zeit bestehen aus einer Serie von Porträts bekannter Ballett- und Theaterdarsteller aus London. Als Ida 1963 von Taupō aus auf dem Weg nach Hause war, wurde sie in einen Autounfall verwickelt, der für sie eine Fraktur im Halsbereich und drei Monate Krankenhausaufenthalt zur Folge hatte. Während ihrer Genesung kam ihr die Idee, Māori-Frauen zu malen, die eine Moko (Māori-Tätowierung) besaßen. Die nächsten zehn Jahre verbrachte sie damit ohne Auto durch das Land zu reisen und Frauen zu finden, die sie malen konnte. Sie musste versprechen, dass die Bilder von ihr nie verkauft werden würden, lediglich Kopien davon. Viele der Originale wurden in lokalen Galerien und Museen hinterlegt. Sie fertigte insgesamt über 100 Portraits in der Zeit an.
1980 war sie aus gesundheitlichen Gründen gezwungen ihr Haus in Hamilton zu verlassen und in die Obhut des Trevellyn Home and Hospital umzuziehen. Das Waikato Art Museum übernahm daraufhin die Aufgabe 1353 Gemälde, die sich in ihrem Haus befanden zu fotografieren und zu katalogisieren. Sie selbst verstarb am 23. August 1982 im Trevellyn Home and Hospital in Hamilton.

## Auszeichnungen
- 1968 – Kelliher Award für Porträtmalerei für ein erstes Werk aus der Serie „Amohia Tuhua“.[1]